# W.D. & H.O. Wills Tournament
Het W.D. & H.O. Wills Tournament was een golftoernooi van het Europese toernooicircuit en de beginjaren van de Europese PGA Tour. De hoofdsponsor was tabakshandelaar en cigarettenfabrikant W.D. & H.O. Wills uit Bristol.

## Winnaars
| Jaar              | Baan                               | Winnaar           | Score | Score |
| ----------------- | ---------------------------------- | ----------------- | ----- | ----- |
| 1968              | Pannal Golf Club, Harrogate        | Peter Butler      | 281   |       |
| 1969              | Moor Park Golf Club, Rickmansworth | Bernard Gallacher | 275   |       |
| 1970              | Dalmahoy Golf Club, Edinburgh      | Tony Jacklin      | 267   | -17   |
| 1971              | Dalmahoy Golf Club                 | Bernard Hunt      | 276   | -8    |
| Europese PGA Tour |                                    |                   |       |       |
| 1972              | Dalmahoy Golf Club                 | Peter Thomson     | 270   | -14   |
| 1973              | Kings Norton Golf Club, Birmingham | Charles Coody     | 281   | -7    |
| 1974              | Kings Norton Golf Club             | Neil Coles        | 283   | -5    |

Abama Open de Canarias ·
AGF Open ·
Allianz Open de Lyon ·
Andalucia Masters ·
ANZ Kampioenschap ·
Argentijns Open ·
Atlantic Open ·
Australian Masters ·
Ballantine's Kampioenschap ·
Barcelona Open ·
Belgisch Open ·
Benson & Hedges International Open ·
BMW Asian Open ·
Brazil Rio de Janeiro 500 Years Open ·
Brazil São Paulo 500 Years Open ·
British Masters ·
Callers of Newcastle ·
Cannes Open ·
Car Care Plan International ·
Castelló Masters ·
Celtic International ·
Dimension Data Pro-Am ·
Double Diamond International ·
Duits Open ·
El Bosque Open ·
El Paraiso Open ·
Engels Open ·
Epson Grand Prix of Europe ·
Estoril Open ·
Extremadura Open ·
German Masters ·
Girona Open ·
Glasgow Open ·
Great North Open ·
Greater Manchester Open ·
Greg Norman Holden International ·
GSI L'Equipe Open ·
Heineken Classic ·
Honda Open ·
Indian Masters ·
Indonesian Open ·
Iskandar Johor Open ·
Jersey Open ·
John Player Classic ·
John Player Trophy ·
Johnnie Walker Classic ·
Kerrygold International Classic ·
Kronenbourg Open ·
Lawrence Batley International ·
Madrid Masters ·
Madrid Open ·
Mallorca Open ·
Marokkaans Open ·
Martini International ·
Match Play Championship ·
Merseyside International Open ·
Monte Carlo Open ·
Murphy's Cup ·
Nelson Mandela Championship ·
New Zealand Open ·
Newcastle Brown "900" Open ·
NH Collection Open ·
Nordic Open ·
North West of Ireland Open ·
Oki Pro-Am ·
Open Catalonia ·
Open de Andalucía ·
Open de Baleares ·
Open de Sevilla ·
Open Mediterrania ·
Open Novotel Perrier ·
Penfold Tournament ·
Perth International Golf Championship ·
Piccadilly Medal ·
PLM Open ·
Portugees Open ·
Roma Masters ·
Saint-Omer Open ·
Sanyo Open ·
Sarazen World Open ·
Scandinavian Enterprise Open ·
Schots PGA Kampioenschap ·
Siciliaans Open ·
Singapore Masters ·
Skol Lager Individual ·
TCL Classic ·
Tenerife Open ·
The Championship at Laguna National ·
The Heritage ·
Timex Open ·
TPC of Europe ·
Trophée Lancôme ·
Tunesisch Open ·
Turespaña Masters ·
Uniroyal International Championship ·
Vodacom Players Championship ·
Volvo Golf Champions ·
Volvo Open ·
W.D. & H.O. Wills Tournament ·
Wang Four Stars ·
Welsh Golf Classic